# Pakistan aux Jeux olympiques d'été de 2012
Le Pakistan participe aux Jeux olympiques d'été de 2012 à Londres. Il s'agit de sa 16e participation aux Jeux olympiques d'été.

## Tir
| Athlète      | Compétition  | Qualification | Qualification | Finale | Finale |
| Athlète      | Compétition  | Points        | Rang          | Points | Rang   |
| ------------ | ------------ | ------------- | ------------- | ------ | ------ |
| Khurram Inam | Skeet hommes | 112           | 28e           | NC     | NC     |